# Dienersdorf
Dienersdorf è una frazione di 679 abitanti del comune austriaco di Kaindorf, nel distretto di Hartberg-Fürstenfeld (Stiria). Già comune autonomo, il 1º gennaio 2015 è stato naturalmente aggregato a Kaindorf assieme all'altro comune soppresso di Hofkirchen bei Hartberg.

## Geografia Fisica
Dista 40 km da Graz e 113 km da Vienna.